# Martin Jenáček
Martin Jenáček (* 14. července 1975 ve Zlíně) je bývalý český hokejový útočník.

## Hráčská kariéra
Rodák ze Zlína a taktéž odchovanec zlínského klubu debutoval v seniorském týmu HK Kroměříž. V klubu strávil dvě sezony, poté se přesunul do hokejového týmu v Šumperku. Působiště v týmu HC Šumperk začínal ve třetí nejvyšší soutěži v Česku. Po výborné sezoně 1998/99 pomohl k postupu do druhé nejvyšší ligy. Skvělé výkony podával i v první lize a v průběhu sezony se přesunul do hlavního týmu HC Barum Continental Zlín, od sezony 2000/01 byl stabilním hráčem klubu. 6 a 7 dubna 2001 se zúčastnil reprezentační přípravy, dva zápasy odehrál proti švýcarské reprezentaci. Největší úspěch v české nejvyšší soutěži zaznamenal v ročníku 2003/04, ve kterém získal s týmem titul mistra nejvyšší soutěže. Začátek ročníku 2004/05 musel vynechat kvůli zánětu žil na lýtku pravé nohy. V průběhu sezony 2005/06 odešel do týmu Vsetínská hokejová, kde strávil zbytek sezony. 2. května 2006 se dohodl s Litvínovským klubem na jeden rok. V Litvínově vydržel nakonec šest let, poslední část své hráčské kariéry završil v německém týmu EHC Freiburg, který působil ve třetí německé lize.

## Ocenění a úspěchy
- 1999 Postup s klubem HC Šumperk do 1.ČHL

## Prvenství
- Debut v ČHL - 22. října 1999 (HC Hamé Zlín proti HC Femax Havířov)
- První asistence v ČHL - 18. února 2000 (HC Energie Karlovy Vary proti HC Hamé Zlín)
- První gól v ČHL - 12. března 2000 (HC Hamé Zlín proti HC Chemopetrol Litvínov, českému brankáři Marku Pincovi)

## Klubová statistika
| Sezóna       | Klub                      | Soutěž       |     | Základní část | Základní část | Základní část | Základní část | Základní část |    | Play off | Play off | Play off | Play off | Play off |
| Sezóna       | Klub                      | Soutěž       | Z   | G             | A             | B             | TM            | Z             | G  | A        | B        | TM       |          |          |
| 1993/1994    | HK Kroměříž               | 2.ČHL        |     |               |               |               |               | —             | —  | —        | —        | —        |          |          |
| 1994/1995    | HK Kroměříž               | 2.ČHL        |     |               |               |               |               | —             | —  | —        | —        | —        |          |          |
| 1995/1996    | HC Šumperk                | 2.ČHL        | 33  | 18            | 13            | 31            |               | —             | —  | —        | —        | —        |          |          |
| 1996/1997    | HC Šumperk                | 2.ČHL        |     | 13            | 18            | 31            |               | —             | —  | —        | —        | —        |          |          |
| 1997/1998    | HC Šumperk                | 2.ČHL        | 38  | 17            | 22            | 39            |               | —             | —  | —        | —        | —        |          |          |
| 1998/1999    | HC Šumperk                | 1.ČHL        | 51  | 28            | 22            | 55            |               | —             | —  | —        | —        | —        |          |          |
| 1999/2000    | HC Šumperk                | 1.ČHL        | 38  | 13            | 18            | 31            | 12            | —             | —  | —        | —        | —        |          |          |
| 1999/2000    | HC Barum Continental Zlín | ČHL          | 10  | 1             | 2             | 3             | 6             | 4             | 0  | 2        | 2        | 0        |          |          |
| 2000/2001    | HC Continental Zlín       | ČHL          | 49  | 6             | 10            | 16            | 6             | 6             | 3  | 1        | 4        | 6        |          |          |
| 2001/2002    | HC Continental Zlín       | ČHL          | 52  | 16            | 10            | 26            | 22            | 11            | 5  | 2        | 7        | 12       |          |          |
| 2002/2003    | HC Hamé Zlín              | ČHL          | 52  | 12            | 12            | 24            | 24            | —             | —  | —        | —        | —        |          |          |
| 2003/2004    | HC Hamé Zlín              | ČHL          | 47  | 13            | 7             | 20            | 84            | 17            | 2  | 3        | 5        | 33       |          |          |
| 2004/2005    | HC Hamé Zlín              | ČHL          | 30  | 5             | 3             | 8             | 14            | 14            | 1  | 1        | 2        | 4        |          |          |
| 2005/2006    | HC Hamé Zlín              | ČHL          | 11  | 3             | 0             | 3             | 4             | —             | —  | —        | —        | —        |          |          |
| 2005/2006    | Vsetínská hokejová        | ČHL          | 37  | 5             | 15            | 20            | 42            | —             | —  | —        | —        | —        |          |          |
| 2006/2007    | HC Chemopetrol, a.s.      | ČHL          | 51  | 9             | 16            | 25            | 28            | —             | —  | —        | —        | —        |          |          |
| 2007/2008    | HC Litvínov               | ČHL          | 52  | 16            | 7             | 23            | 36            | 5             | 1  | 1        | 2        | 4        |          |          |
| 2008/2009    | HC Litvínov               | ČHL          | 52  | 12            | 13            | 25            | 24            | 4             | 1  | 0        | 1        | 12       |          |          |
| 2009/2010    | HC BENZINA Litvínov       | ČHL          | 49  | 11            | 17            | 28            | 20            | 5             | 0  | 0        | 0        | 2        |          |          |
| 2010/2011    | HC BENZINA Litvínov       | ČHL          | 51  | 11            | 17            | 28            | 22            | 8             | 1  | 4        | 5        | 8        |          |          |
| 2011/2012    | HC Verva Litvínov         | ČHL          | 48  | 8             | 23            | 31            | 12            | 9             | 3  | 1        | 4        | 8        |          |          |
| 2012/2013    | EHC Freiburg              | DEL-3        | 36  | 13            | 23            | 36            | 24            | 6             | 1  | 2        | 3        | 2        |          |          |
| Celkem v ČHL | Celkem v ČHL              | Celkem v ČHL | 591 | 128           | 152           | 280           | 344           | 83            | 17 | 15       | 32       | 89       |          |          |